# Танський сільський округ
Маденіє́тський сільський округ (каз. Таң ауылдық округі, рос. Мадениетский сельский округ) — адміністративна одиниця у складі Жалагаського району Кизилординської області Казахстану. Адміністративний центр — село Тан.
Населення — 1285 осіб (2021; 1364 у 2009, 1608 у 1999, 1402 у 1989).
Станом на 1989 рік існувала Танська сільська рада (села Жана-Конис, Тан).

## Склад
До складу округу входять такі населені пункти:
| Населений пункт | Колишні назви | Населення, осіб (1989) | Населення, осіб (1999) | Населення, осіб (2009) | Населення, осіб (2021) |
| --------------- | ------------- | ---------------------- | ---------------------- | ---------------------- | ---------------------- |
| Жанаконис, село | Жана-Конис    | 19                     | 230                    | 178                    | 141                    |
| Тан, село       | -             | 1383                   | 1378                   | 1186                   | 1144                   |